# Raymond Rasch
Raymond Rasch (1 de março de 1917 – 23 de dezembro de 1964) é um compositor estadunidense. Venceu o Oscar de melhor trilha sonora na edição de 1973 por Limelight, ao lado de Charlie Chaplin e Larry Russell.